# Nico (ラジオDJ)
nico（ニコ、1976年12月10日 - ）はラジオDJ、東京都出身。

## 来歴・人物
日本のラジオDJ。 J-WAVEのナビゲーター。
アメリカ・オーストラリアに滞在歴あり。特技はサーフィン、野球。サーフィンの経験豊富。
2010年、出演番組の企画で世界一周旅行を成功させた。
現在では、ラジオDJ・ナレーター・司会 や、国内外のサーフィンコンテストで実況をする。
2016年1月10日、J-WAVEのSURF&CARAVANの企画で、第17回全日本ジャーナリストリュージュ札幌大会に出場し、3位入賞を果たした。

## 主な出演
- Jam the WORLD（J-WAVE、20:00-21:50、2010年4月1日 - 2012年9月30日） - 水曜日・金曜日担当のリポーター
- ZAPPA（J-WAVE） - ナビゲーター
  - 毎週土曜 5:00-6:00、2013年10月1日 - 2015年3月31日
  - 毎週水曜-木曜 5:00-6:00、2016年4月6日 - 2021年3月31日
- SURF&CARAVAN（J-WAVE、毎週土曜6:00-8:00、2015年4月4日 - 2016年3月26日） - ナビゲーター
- GLASSY WEEKEND (J-WAVE、毎週金曜5:00-6:00、2024年4月5日- ) - ナビゲーター

その他、J-WAVE HOLIDAY SPECIALのナビゲーター。